# نورمان بيكر (مهندس معماري)
نورمان بيكر (بالإنجليزية: Norman Baker)‏ هو مهندس معماري أمريكي، ولد في 1885، وتوفي في 1968.